# Ilhas Galite
As Ilhas Galite ou La Galite (em árabe: جالطة, em francês:  La Galite) formam um arquipélago rochoso de origem vulcânica situado a norte da Tunísia, no Mar Mediterrâneo. São igualmente o arquipélago e ponto mais setentrional da Tunísia, e também de toda a África, incluindo ilhas.
Ficam 38 km a noroeste do cabo Serrat, o ponto mais próximo da costa tunisina, do qual estão separadas pelo canal de Galite. Distam ainda 65 km a nordeste da cidade de Tabarka e 150 km a sul do cabo Spartivento (no sul da Sardenha).
A principal ilha (La Galite) tem 5,4 km de comprimento este-oeste, e 2,9 km de largura máxima. A área do arquipélago é de pouco mais de 8 km², a maior parte correspondendo à ilha maior, que tem penhascos de 200 m e só é acessível do lado sul, na baía Escueil de Pasque. Algumas famílias de pescadores habitam a ilha. O ponto mais alto tem 391 m e chama-se Bout de Somme (Grand Sommet).
Habib Bourguiba esteve exilado pelas autoridades francesas num forte abandonado em La Galite, entre 1952 e 1954.

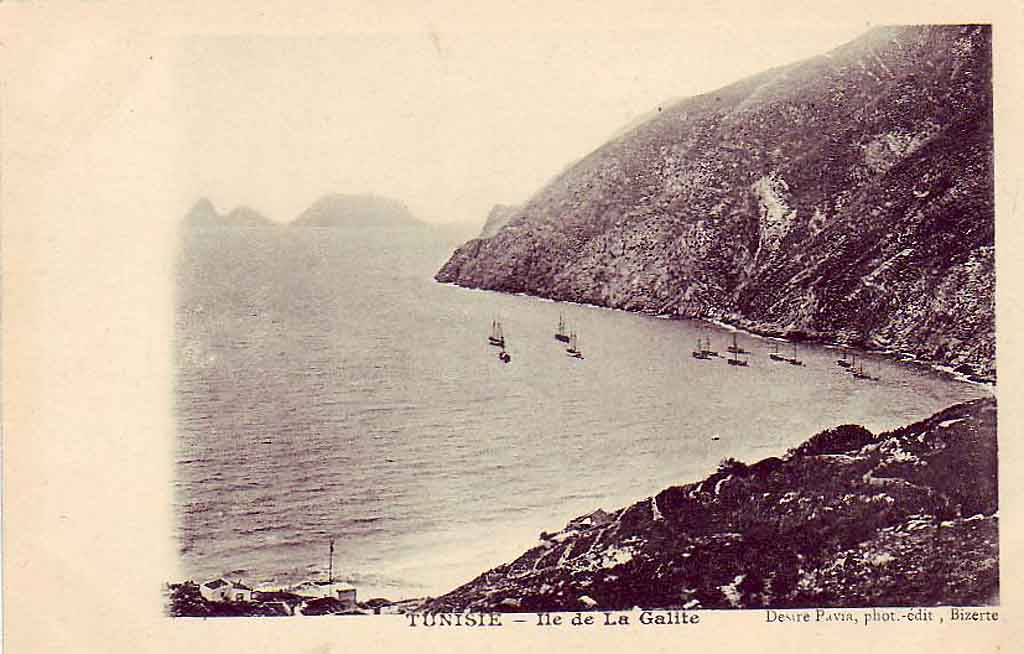
La Galite em 1900